# 法海寺 (福州市)
法海寺建於五代后晋開運2年（公元945年）、初名「興福院」，為木造建築、迄今一千多年歷史。位於中國福建省福州市區法海路一號。寺處福州市中心，北接津泰路，南通五一廣場。法海寺建築格局亦如一般蘭若，由外到內有山門、彌勒殿（四大天王）、大雄寶殿（释迦牟尼佛正中，兩邊為文殊和普賢菩萨）、法堂（硬山式）、大悲樓（觀世音菩薩）、及知客房等。

## 歷史
法海寺創建於五代後晉開運2年，初名「興福院」。宋大中祥符年間(1008年－1016年)始更名為「法海寺」沿用至今。該寺宋朝曾改為道觀，稱「神霄宫」。明朝時遭強佔淪為私邸，至万历年間又回復舊觀。後又為民家侵佔，至1928年圓瑛法師主持雪峰崇聖寺時收回法海寺重修、作為崇聖寺下院。於1948年，忠心法師創辦「法海中學」，招收失學之貧寒青少年就讀。文革時、除殿堂建築外悉遭红卫兵嚴重破壞、佛像等一切陳設盡毀，房舍又被工廠、機關等單位佔用。1976年後中國落實宗教政策，再收回並加以重建毀損房舍、及逐步整修內部架構。山門上有赵朴初所書匾額〈法海寺〉，現亦為福建省及福州市佛教協會所在地。
法海寺於2011年2月7日凌晨3點12分發生大火。大殿被火包圍，屋頂亦被大火燒到塌陷、法堂也被引燃。不過，寺藏大批寶貴的經書與文物未遭祝融得以保全。

## 外部參考文獻
- 寻访福州法海寺开元寺 福州鼓东老街慢慢走过（图）海峡网 （页面存档备份，存于）
- 福州寺庙古刹—法海寺_福州岁月_新浪博客 （页面存档备份，存于）